# Mtwa Mkwawa
Mtwa Mkwawa (Luhota, 1855 – Kalenga, 19 luglio 1898) è stato un condottiero tanzaniano, capotribù degli hehe.

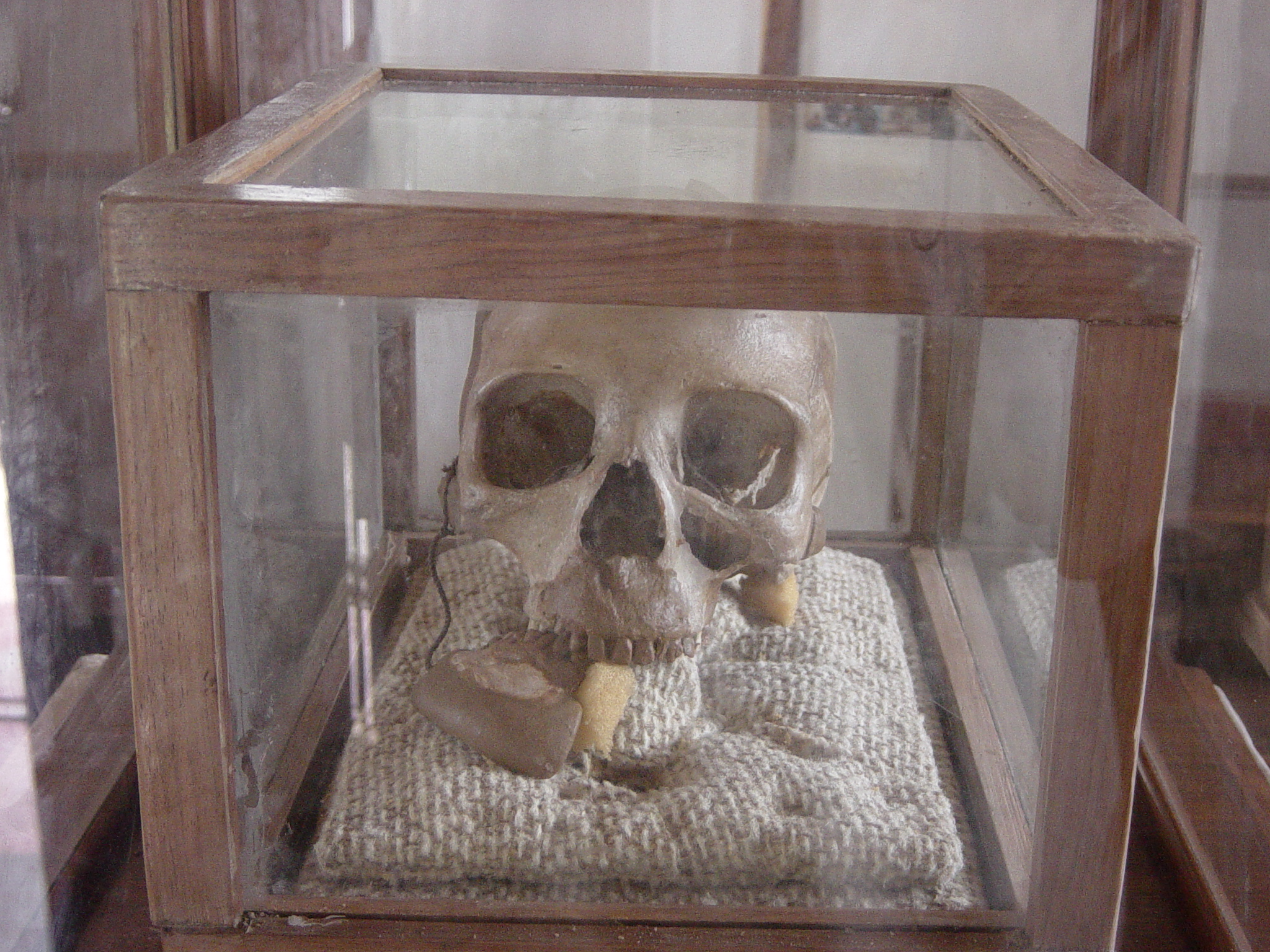
Il teschio di Mkwawa al Kalenga Historical Museum

Visse nella seconda metà del XIX secolo e rappresenta una delle figure più importanti della storia della Tanzania. Il ricordo di questo capotribù è particolarmente vivo a Iringa, nei cui pressi si trovava il suo quartier generale.
Sotto il comando di Mtwa Mkwawa, gli hehe assoggettarono numerose tribù e finirono per rappresentare un pericolo per i colonizzatori tedeschi. In particolare, erano minacciati i traffici che questi conducevano lungo la pista carovaniera che conduce da Bagamoyo alla Tanzania occidentale.
Nella battaglia di Lugalo (tra Iringa e Mikumi), gli uomini di Mtwa Mkwawa sconfissero i tedeschi (1891). L'anno dopo gli hehe attaccarono con virulenza un forte tedesco a Kilosa.
I tedeschi misero una taglia sulla testa di Mtwa Mkwawa. Riuscirono poi a conquistare il quartier generale hehe a Kalenga. Infine, nel 1898, Mtwa Mkwawa, prossimo alla cattura, preferì suicidarsi. I tedeschi decapitarono il cadavere e mandarono la testa in Germania: fu riportata a Kalenga solo nel 1954, per interessamento di sir Edward Twining, allora governatore britannico del Tanganica.
La testa di Mtwa Mkwawa è custodita al Kalenga Historical Museum. Quanto alla tomba di Mtwa Mkwawa, si trova a 40 km circa da Iringa, a 11 km dal Parco nazionale del Ruaha.